# 28-й танковый корпус (СССР)
28-й танковый корпус (28-й тк) — оперативно-тактическое воинское соединение РККА. Переформирован в 4-й механизированный корпус

## История
Сформирован 13 июля 1942 на базе выведенный из Крыма штабов танковых частей. К моменту вступления в сражение ещё не успел полностью сформироваться.
Включал в свой состав 39-ю, 55-ю, 56-ю танковые бригады, которые познали Крымскую катастрофу и потеряли там всю матчасть и 32-ю мотострелковую бригаду.

После жестоких боев на подступах к Сталинграду в составе Сталинградского фронта и 1-й танковой армии корпус был выведен в резерв и переформирован в 4-й механизированный корпус (2-го формирования), включивший в свой состав 36-ю, 59-ю, 60-ю механизированные бригады, 55-й, 158-й танковые полки 
.

Войну закончил как 3-й гвардейский механизированный Сталинградский корпус
.

## Командование

### Командиры корпуса
- Родин, Георгий Семёнович, генерал-майор танковых войск (13.07.1942 — 10.09.1942);
- Врио Пошкус, Александр Адамович, полковник

### Начальники штаба корпуса
- Пошкус, Александр Адамович, полковник (с 16.07.1942)

### Заместитель командира корпуса по политической части
До 9 октября 1942 года — военный комиссар
- Купырев, Григорий Иванович, полковой комиссар (19.07.1942 — 28.07.1942);
- Андреев, Артём Филиппович, полковой комиссар (28.07.1942 — 10.09.1942)

### Заместитель командира корпуса по техчасти
- Павлов, Андрей Михайлович полковник (13.07.1942 — 9.9.1942)

### Начальник разведывательного отдела
- Шаров, Михаил Андреевич, (00.09.1942 — 25.09.1942) подполковник

### Помощник начальника штаба
- Яборов, Фёдор Васильевич, подполковник

### Боевой путь
- В составе действующей армии с 24.07.1942 по 10.09.1942

22 июля 1942 года включён в состав 1-й танковой армии.
- Принял участие в Сталинградской стратегической оборонительной операции (17.07.1942 — 18.11.1942)

## Состав корпуса
- Управление корпуса
- 39-я танковая бригада
- 55-я танковая бригада
- 56-я танковая бригада
- 32-я мотострелковая бригада
- 28-я отдельная автотранспортная рота подвоза ГСМ
- 143-я подвижная ремонтная база
- 144-я подвижная ремонтная база

## Подчинение
- В составе 1-й танковой армии Сталинградского фронта